# Ricardo Núñez Muñoz
Héctor Ricardo Núñez Muñoz (Sewell, 9 de diciembre de 1939) es un político chileno, exsenador del Partido Socialista (PS) por la Región de Atacama, dirigente de la Concertación y vicepresidente de la Internacional Socialista. 
Tiene un profesorado en Historia y Geografía, así como una licenciatura en Sociología en la Universidad de Chile. Su máster en Demografía lo realizó en la Universidad Carolina de Praga, antigua Checoslovaquia. En 1992, recibe el grado "Profesor Honoris Causa", otorgado por el Consejo Mundial de la Educación. Su educación escolar la desarrolló en el Liceo Valentín Letelier de Santiago.
En 2014 fue designado por la presidenta Michelle Bachelet como embajador político de Chile en México.

## Carrera política
Ingresa el año 1955 a la Juventud Socialista cuando gobernaba por segunda vez el general Carlos Ibáñez del Campo. En 1964, es postulado por la JS a presidir la FECH; en 1967 es electo miembro del comité central de partido durante la presidencia de Eduardo Frei Montalva. 
Al triunfo de la Unidad Popular se desempeñaba como investigador del ILPES. Asume la dirección de Planificación en la Consejería Nacional de Desarrollo Social para el Gobierno del Presidente Salvador Allende. En 1972, es electo secretario general de la Universidad Técnica del Estado durante el rectorado de Enrique Kirberg. 
Después del Golpe de Estado del 11 de septiembre de 1973 es detenido y llevado al Estadio Nacional de Chile. De ese recinto es trasladado a la Penitenciaría de Santiago, donde permanece detenido hasta mediados de 1974. Sale al exilio político a finales de ese año, permaneciendo en la RDA y en España. Su "chapa" era Pedro Jiménez.
Con la división del Partido Socialista entre las líneas dirigidas por Clodomiro Almeyda y Carlos Altamirano en 1979 vuelve a Chile a trabajar en la reorganización y renovación del Partido Socialista de Chile. 
En 1980, es fundador del grupo de la Convergencia Socialista, entidad que agrupa a distintas agrupaciones de ese carácter. En 1983 funda el Comité Político de Unidad Socialista (CPU) que junto a la Convergencia Socialista forman el Bloque Socialista (1983-1986) conformado por el MAPU, Izquierda Cristiana, MAPU Obrero y Campesino,y otros sectores de raigambre socialista.
En 1986, es elegido Secretario General del Partido Socialista de Chile, sucediendo en la dirección partidaria a Carlos Briones. Durante su gestión impulsa la creación de Comités de Elecciones Libres. Durante 1986 formó parte del Comando Nacional por las Elecciones Libres y en 1988 integra el Comando Nacional por el No. 
Durante ese año suscribió el acuerdo mediante el cual se constituyó la Concertación de Partidos por la Democracia. Tras el triunfo del NO es electo en 1989 con la primera mayoría Senador de la República por Atacama, mientras Patricio Aylwin era elegido Presidente de Chile. Compitió a nombre del PPD, en su condición de Vicepresidente de este partido.
Tras la unificación del PS es electo en 1992 Presidente del Partido Socialista de Chile. En 1993, es nuevamente reelegido Senador obteniendo la primera mayoría en la Circunscripción de Atacama. Eduardo Frei es electo Presidente de Chile. Es condecorado en 1995 por el Gobierno Italiano con la Orden de Grande Ufficiale. En 1998, es elegido nuevamente Presidente del Partido Socialista de Chile.
Dos años después del triunfo presidencia de Ricardo Lagos de 1999 es reelegido Senador de Atacama nuevamente con la primera mayoría. En el 2003, es elegido Vicepresidente de la Internacional Socialista. En enero de 2005, es elegido por tercera Presidente del Partido Socialista de Chile, por el período 2005 – 2006, gestión partidaria durante la cual es electa Presidenta de Chile Michelle Bachelet.

## Labor como Parlamentario
Desde que ingresó a la Cámara Alta ha presidido:
- la Comisión de Gobierno Interior, Regionalización y Descentralización
- la comisión Unidas de Gobierno y Constitución de la Cámara Alta
- la Comisión de Relaciones Exteriores
- la Comisión de Minería y Energía
- la Comisión Especial encargada de estudiar el tratado de libre comercio con Estados Unidos y con Corea

Ha integrado asimismo:
- la Comisión Especial del Senado referida al establecimiento de la libertad de culto en Chile
- la Comisión Especial encargada de estudiar el Tratado de Asociación con la Unión Europea
- la Comisión Especial sobre Tributación de las Empresas Mineras
- la Comisión Especial de Seguridad Ciudadana
- la Comisión Educación, Ciencia y Tecnología.

Entre 1994 y 1996 fue Vicepresidente del Senado.

## Historial electoral

### Elecciones Parlamentarias 1989
- Elecciones parlamentarias de 1989 a Senador por Atacama [4]

| Candidato               | Pacto                           | Partido | Votos  | %     | Resultado |
| ----------------------- | ------------------------------- | ------- | ------ | ----- | --------- |
| Ricardo Núñez Muñoz     | Concertación por la Democracia  | PPD     | 36.295 | 33,38 | Senador   |
| Adolfo Zaldívar Larrain | Concertación por la Democracia  | PDC     | 30.933 | 28,44 |           |
| Ignacio Pérez Walker    | Democracia y Progreso           | RN      | 24.147 | 22,20 | Senador   |
| Jonás Gómez Gallo       | Democracia y Progreso           | Ind.    | 12.131 | 11,16 |           |
| Luis Bogdanic Bassi     | Liberal-Socialista Chileno      | PL      | 2.669  | 2,45  |           |
| Elías Óscar Nehme Cerda | Independientes (Fuera de Pacto) | Ind.    | 2.574  | 2,37  |           |

### Elecciones Parlamentarias 1993
- Elecciones parlamentarias de 1993 a Senador por Atacama [5]

| Candidato                  | Pacto                                | Partido | Votos  | %     | Resultado |
| -------------------------- | ------------------------------------ | ------- | ------ | ----- | --------- |
| Ricardo Núñez Muñoz        | Concertación por la Democracia       | PS      | 32.442 | 29,60 | Senador   |
| Sergio Carrasco Gouet      | Concertación por la Democracia       | PR      | 29.023 | 26,48 |           |
| Ignacio Pérez Walker       | Unión por el Progreso de Chile       | RN      | 23.737 | 21,65 | Senador   |
| Alejandro González Samohod | Unión por el Progreso de Chile       | UDI     | 14.686 | 13,40 |           |
| Marcelino Figueroa Tabilo  | Alternativa Democrática de Izquierda | PC      | 5.390  | 4,92  |           |
| Juan Carlos Barraza Guy    | Alternativa Democrática de Izquierda | Ind.    | 4.339  | 3,96  |           |

### Elecciones Parlamentarias 2001
- Elecciones parlamentarias de 2001 a Senador por Atacama [6]

| Candidato                 | Pacto                          | Partido | Votos  | %     | Resultado |
| ------------------------- | ------------------------------ | ------- | ------ | ----- | --------- |
| Ricardo Núñez Muñoz       | Concertación por la Democracia | PS      | 42.263 | 43,03 | Senador   |
| Baldo Prokurica Prokurica | Alianza por Chile              | RN      | 38.212 | 38,90 | Senador   |
| Erick Villegas González   | Concertación por la Democracia | PDC     | 17.750 | 18,07 |           |

### Elecciones de consejeros constituyentes de 2023
- Elecciones de consejeros constitucionales de 2023, para la Circunscripción 4 (Región de Atacama)[7]

| Candidato                 | Pacto               | Partido | Votos  | %     | Resultado |
| ------------------------- | ------------------- | ------- | ------ | ----- | --------- |
| Paul Sfeir Rubio          | Partido Republicano | PRCh    | 16 067 | 11,76 | Consejero |
| Ricardo Núñez Muñoz       | Unidad para Chile   | PS      | 15 013 | 10,99 |           |
| Kenssel Rojas Castro      | Unidad para Chile   | PCCh    | 11 891 | 8,70  |           |
| Giovanni Calderón         | Chile Seguro        | UDI     | 11 702 | 8,56  |           |
| Sebastián Simon Vega      | Partido Republicano | PRCh    | 11 441 | 8,37  |           |
| Yorka Quinteros Pérez     | Unidad para Chile   | RD      | 10 297 | 7,53  |           |
| Patricia Hurtado Loyola   | Partido Republicano | PRCh    | 9 744  | 7,13  |           |
| Marcela Araya Sepúlveda   | Unidad para Chile   | PS      | 9 610  | 7,03  | Consejera |
| Vittorio Ghiglino Bianchi | Chile Seguro        | RN      | 6 068  | 4,44  |           |
| Carolina Cisternas Cepeda | Partido de la Gente | PDG     | 5 035  | 3,68  |           |
| Yoris Rojas Vlasteuca     | Chile Seguro        | RN      | 4 902  | 3,59  |           |
| Mariapaz Miranda Catalano | Chile Seguro        | UDI     | 4 119  | 3,01  |           |
| Fresia Sepúlveda Hanckes  | Partido Republicano | PRCh    | 4 042  | 2,96  |           |
| Jessica Liquitay Martínez | Partido de la Gente | PDG     | 2 937  | 2,15  |           |